# 백제의 조각
이 문서는 백제의 조각을 다룬다. 대체로 불상에 국한된다.
고구려의 경우와 마찬가지로 중국의 육조 시대 불상양식을 따른다. 그러나 고구려가 북조(北朝)의 영향을 받고 있는데 대해 지리적·정치적인 관계로 백제는 남조(南朝)의 영향을 받고 있어 매우 자연주의적이며 온아한 정서와 인간적인 친밀감을 주는 것을 특색으로 한다. 이러한 백제불의 특색을 단적으로 반영하는 것이 서산 용현리 마애여래삼존상에 드러나 있는 ‘백제의 미소’이다. 직립한 체구나 의대(衣帶)·의문(衣文) 등은 대단히 근엄한 인상을 주는 것과 대조적으로 유독 얼굴만은 특유한 미소를 띠고 있어 고구려나 신라의 불상과 구별된다.

## 참고 문헌
- 이 문서에는 다음커뮤니케이션(현 카카오)에서 GFDL 또는 CC-SA 라이선스로 배포한 글로벌 세계대백과사전의 내용을 기초로 작성된 글이 포함되어 있습니다.